# Cobra Strike II
Cobra Strike II - Y, Y+B, X+Y es el segundo álbum del proyecto aparte del guitarrista Buckethead, Cobra Strike.

Aparte de Buckethead, el álbum presenta una gama diferente de músicos en relación con el disco anterior 13th Scroll y la música es más o menos parecida al disco anterior también.

## Lista de canciones
| N.º | Título                         | Duración |  |
| 1.  | «Desert»                       | 0:09     |  |
| 2.  | «False Radien Cross»           | 4:17     |  |
| 3.  | «Poison Wind»                  | 2:33     |  |
| 4.  | «Hellchop to Blind Claw»       | 1:53     |  |
| 5.  | «The Funeral»                  | 3:35     |  |
| 6.  | «Beware of the Holding Funnel» | 5:30     |  |
| 7.  | «Traitors Gate»                | 5:52     |  |
| 8.  | «Moonflake»                    | 2:43     |  |
| 9.  | «First Master»                 | 2:11     |  |
| 10. | «Splinter Pool»                | 4:37     |  |
| 11. | «Notorious Swade»              | 3:37     |  |
| 12. | «Blood Scroll»                 | 7:52     |  |
| 13. | «Yoshimitsu's Den»             | 4:03     |  |
| 14. | «Cobra Cartilage»              | 1:50     |  |
| 15. | «Slap to Branding Nunchuka»    | 3:06     |  |
| 16. | «Spider Crawl»                 | 2:22     |  |

## Créditos
- Buckethead - Guitarras y Bajos
- Gonervill - sonidos
- O.P. Original Princess - Vocalista
- P-Sticks - Sonidos
- Grabado en el estudio de grabación de Travis Dickerson y en el gallinero de Buckethead
- Producido por Travis Dickerson y Buckethead

## Tips
- El álbum usa varios sonidos de la Película de culto, El Topo como ejemplos como se muestra en la primera canción "Desert" y en la novena canción "First Master"